# Wałach

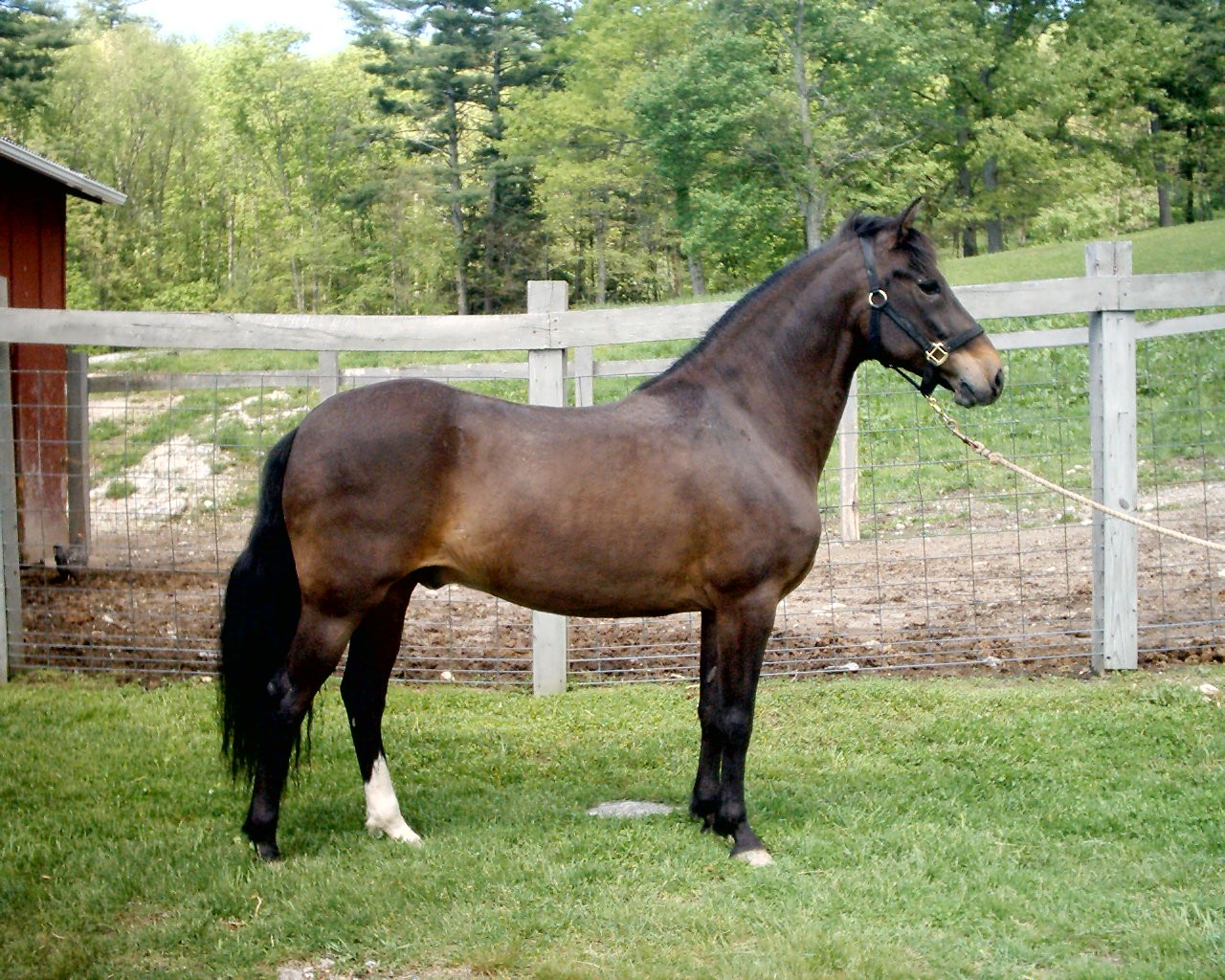
Wałachy są często wykorzystywane do nauki jazdy konnej dzieci i początkujących.

Wałach – koń trzebiony  lub inny przedstawiciel koniowatych (np. muł lub osioł), który w ten sposób przestaje być ogierem. Etymologia terminu wywodzi się od etnonimu Wołoch, i wynika stąd, że prawdopodobnie Wołosi sprowadzili do Polski wałaszenie ogierów wraz z charakterystycznym dla tego ludu stylem pasterskim.
Ogiery kastruje się w celu uspokojenia ich charakteru (z natury są porywcze) oraz w celu uniemożliwienia im reprodukcji. Możliwe jest całkowite usunięcie jąder lub tylko zmiażdżenie kanalików nasiennych. Zmiażdżenie kanalików nasiennych odbywa się zwykle bezkrwawo i koń najczęściej zachowuje charakter ogiera. Usunięcie jąder to operacja, którą należy wykonywać pod narkozą.

## Historia
Scytowie uważani są za pierwszy lud kastrujący swoje konie.

### Wałachy jako konie wojenne
Wałachy były niegdyś cenione przez wojowników stepowych jako konie wojskowe, gdyż wolne od popędu seksualnego były spokojniejsze i łatwiejsze do utrzymania w stadzie. Wartości te są nadal cenione współcześnie, szczególnie w nowoczesnych ranczach.

### Słynne wałachy
Znane wałachy wyścigowe to m.in. Red Rum i Desert Orchid z Wielkiej Brytanii, Arkle z Irlandii i Phar Lap z Australii. Do słynnych amerykańskich wałachów zalicza się Kelso, Exterminator, John Henry, Forego, Lava Man, Tin Man. Creme Fraiche wygrał w 1985 amerykańskie wyścigi Belmont Stakes, a Funny Cide w 2003 zwyciężył w Kentucky Derby.
Z telewizji znany jest wałach Bamboo Harvester, który występował w serialu Koń, który mówi.

## Korzyści i przyczyny

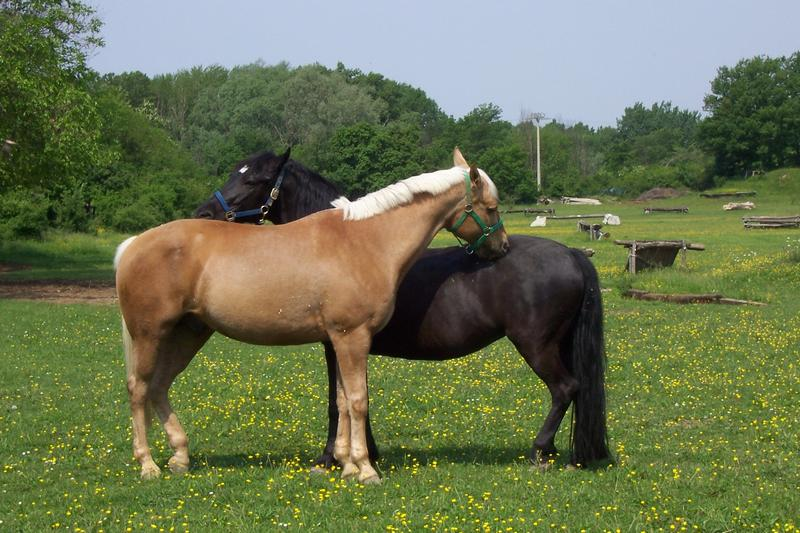
Wałachy zmniejszają ryzyko konfliktu w stadach.

Ogiery są kastrowane często dla wyciszenia i lepszej kontroli nad koniem. Kastracja usuwa też słabsze jednostki z puli genowej. Hodowcy zostawiają tylko najlepsze konie jako ogiery, słabsze okazy są kastrowane dla utrzymania czy polepszenia ogólnej jakości rasy. Głównymi powodami do kastracji są w tym przypadku przede wszystkim niepożądane cechy dziedziczne np. wadliwa postawa lub wnętrostwo. 
Do wyhodowania najlepszych zwierząt, zachowując przy tym odpowiednie zróżnicowanie genetyczne, zalecane jest aby jedynie mała część wszystkich koni zawierała egzemplarze niewykastrowane. Niektóre źródła podają, że 90% wszystkich ogierów nie nadaje się do dalszej hodowli, najbardziej radykalne opinie podają, że tylko 0,5% koni powinno być reproduktorami. W dzikich stadach, 10-procentowy próg przeważnie jest zachowany, choć przez inny mechanizm. W naturze ogier zwykle płodzi i chroni do 10-12 młodych, lecz może pozwolić mniej dominującemu ogierowi żyć na skraju stada.
Farmerzy preferują wałachy ponad ogiery przy pracach w gospodarstwie; są one spokojniejsze i bardziej posłuszne. Wałachy są również ulubieńcami początkujących jeźdźców. Ze względu na niebezpieczeństwa związane z dosiadaniem ogierów, na wielu pokazach jazdy konnej nie wolno wystawiać ogiera małoletnim, natomiast z koniem wykastrowanym ryzyko jest znacznie ograniczone. Wałachy są bardziej użyteczne nawet od klaczy, które bywają kapryśne i nerwowe np. gdy jest im gorąco lub 'grzeją się' (mają ruję). Poza tym, eksploatacja klaczy jest ograniczona w późniejszych miesiącach ciąży i w czasie opieki nad młodymi.
Kastracja ogiera może poprawić wyniki także koni sportowych, używanych do wyścigów konnych i innych dyscyplin. Stosuje się ją, gdy zwierzę rozprasza się w towarzystwie innych koni, opornie wykonuje polecenia, bądź sprawia jakiekolwiek inne kłopoty. Pomimo że koń traci w ten sposób zdolność rozrodczą, osiągnięte sukcesy mogą znacznie przewyższyć wartość wałacha nad płodnego ogiera. Właściciel konia może zarabiać pieniądze na wyścigach, tymczasem nawet często zwyciężające ogiery zwykle szybko kończą karierę.

## Krytyka
Kastracja koni jest powszechnie akceptowaną formą kontroli populacji, nawet wśród obrońców praw zwierząt. Zapewnia też wałachom komfort i bezpieczne życie w pobliżu ludzi i innych koni. Niektórzy niepokoją się jednak, że ta procedura wywołuje ból u zwierzęcia, lub obniża witalność konia. Mimo że współczesne operacje chirurgiczne wywołują u zwierzęcia znacznie mniej bólu niż w czasach pierwotnych, wałach odczuwa pewien dyskomfort po operacji. Kastracja konia nie redukuje siły ani potencjału atletycznego, choć zmniejszona agresywność może być uważana za wadę w przypadku pewnych rywalizacji.
Niektóre kultury nigdy lub rzadko kastrują swoje konie, zwłaszcza Arabowie. Historycznie, ludy te zwykle używały klaczy przy codziennej pracy i na wojnie. Jednak wśród tych narodów, większości ogierów nie używa się do dalszej hodowli, jedynie jednostki najlepsze jakościowo.

## Metody kastracji

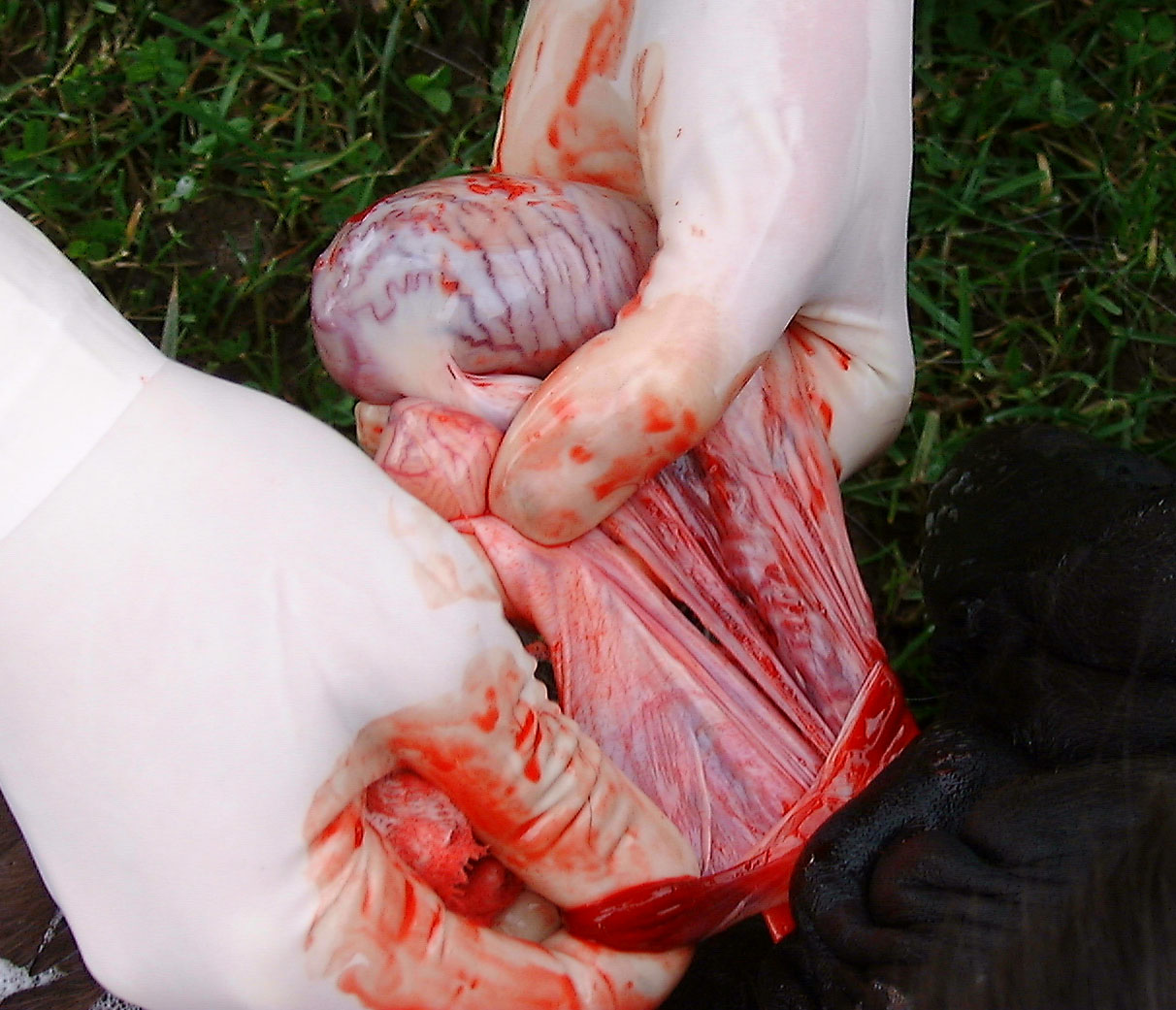
Kastracja konia z użyciem ketaminy do narkozy.

Dwie najczęstsze metody używane przy kastracji konia to kastracja stojąca, wymagająca jedynie znieczulenia miejscowego i kastracja leżąca, wymagająca znieczulenia ogólnego. Każda z nich ma swoje wady i zalety. Operacje te powinien wykonywać wyłącznie lekarz weterynarii.

### Kastracja stojąca
Kastracja stojąca to metoda w której ogierowi podaje się środek sedatywny i stosuje się znieczulenie miejscowe, po którym koń może wciąż utrzymać się na nogach. Technika ta wskazana jest dla prostych zabiegów, gdyż szacunkowa umieralność koni w nowoczesnej klinice przy stosowaniu narkozy ogólnej wynosi około 1-2 na 1000 koni, a przy kastracji prywatnej (czyli w większości przypadków) jest prawdopodobnie jeszcze większa z powodu gorszego wyposażenia.
Przy kastracji stojącej podaje się koniowi środek znieczulający; przeważnie jest to detomidina z użyciem stadolu (środek przeciwbólowy). Zwierzę powinno też zostać unieruchomione fizycznie. Środek wstrzykuje się do parenchymy w obu jądrach. Następnie wykonuje się nacięcia w mosznie, aby usunąć jądra. Większość lekarzy weterynarii usuwa w pierwszej kolejności to jądro, które najmocniej przylega do ciała poprzez mięsień dźwigacz jądra. Zapobiega to ewentualnemu dociskaniu jądra do ciała aż staje się ono niedostępne. Potem zgniata się powrózek nasienny, najczęściej używając obcęg i bandaży. Obcęgi zaciska się na 2-3 minuty, a po ich zdjęciu należy się upewnić, że krwotok ustał. Po operacji należy umożliwić wałachowi odzyskanie sił.

### Kastracja leżąca

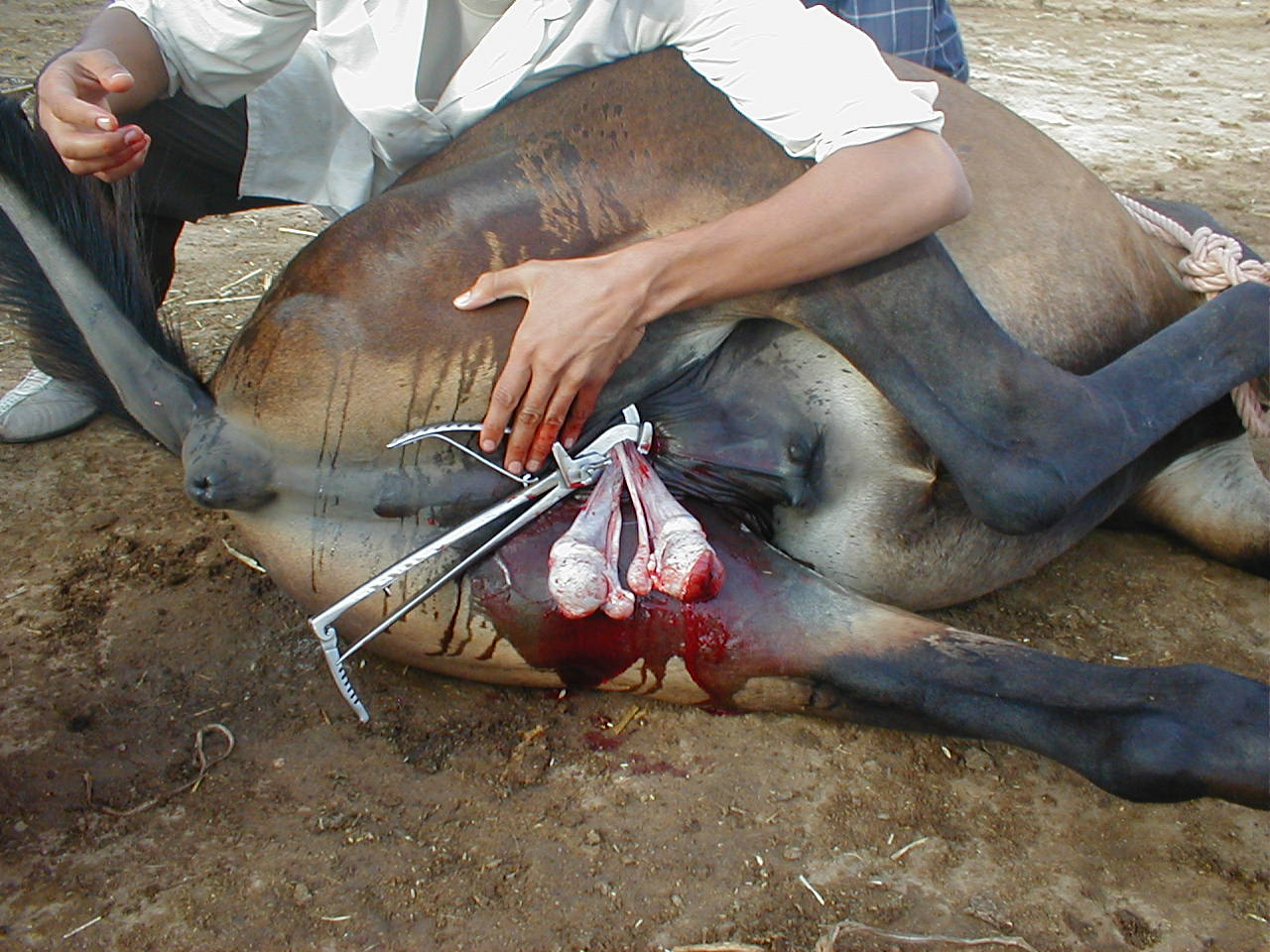
Kastracja leżąca muła z użyciem obcęg.

Kastracja ogiera ze znieczuleniem ogólnym jest preferowana przez niektórych lekarzy weterynarii, ponieważ "daje lepszy dostęp dla chirurga i stanowi mniejsze ryzyko całkowite dla chirurga i pacjenta". Przy prostej kastracji zdrowych zwierząt, do zalet używania tej metody należą uległość konia, łatwe do utrzymania aseptyczne (zapobiegające zakażeniu) otoczenie i lepsza hemostaza (kontrola upływu krwi). Ryzyko kopnięcia operujących przez konia również znacznie się obniża. W przypadku bardziej skomplikowanych operacji, np. wnętrostwa, dostęp do kanału pachwinowego jest dużo łatwiejszy.
Znieczulenie ogólne nosi jednak ze sobą ryzyko wystąpienia miopatii (uszkodzenie mięśni), neuropatii (uszkodzenie nerwów), zaburzenia układu oddechowego i sercowego. Te powikłania zdarzają się stosunkowo często, dlatego kastracja leżąca ma dość wysoki wskaźnik umieralności. W celu minimalizacji ryzyka, British Equine Veterinary Association zaleca udział przynajmniej dwóch chirurgów weterynaryjnych przy tej procedurze.

### Opieka pooperacyjna
Przy obydwu metodach, rana powinna być utrzymywana w czystości, aby zapobiec ryzyku wystąpienia krwiaków i wytworzenia się ropnia. Zażywanie antytoksyny tężcowej i analgezji (środki przeciwbólowe) jest również konieczne. Oprócz tego zaleca się antybiotyki.